# Orbiliopsis austriaca
Orbiliopsis austriaca är en svampart som först beskrevs av Franz Xaver von Höhnel, och fick sitt nu gällande namn av von Höhnel 1926. Orbiliopsis austriaca ingår i släktet Orbiliopsis, ordningen disksvampar, klassen Leotiomycetes, divisionen sporsäcksvampar och riket svampar.   Inga underarter finns listade i Catalogue of Life.